# Cygany (województwo mazowieckie)
Cygany – wieś w Polsce położona w województwie mazowieckim, w powiecie pułtuskim, w gminie Obryte. Ma status sołectwa.
Prywatna wieś szlachecka położona była w drugiej połowie XVI wieku w powiecie kamienieckim ziemi nurskiej województwa mazowieckiego. W latach 1975–1998 miejscowość administracyjnie należała do województwa ostrołęckiego.